# Stenandrium nephoica
Stenandrium nephoica är en akantusväxtart som först beskrevs av Wassh., och fick sitt nu gällande namn av D.C. Wasshausen. Stenandrium nephoica ingår i släktet Stenandrium och familjen akantusväxter. Inga underarter finns listade i Catalogue of Life.